# 杨子敏
杨子敏（1929年—2008年），原名杨锡光，笔名泯之、成苑，男，河南新安人，中国作家、文学编辑家，曾任中国作家协会书记处书记兼秘书长，《诗刊》主编。